# Dicle Üniversitesi Spor Kulübü
Il Dicle Üniversitesi Spor Kulübü è un club di pallavolo femminile turco, con sede ad Diyarbakır.

## Storia
Il Dicle Üniversitesi Bayan Voleybol Takımı nasce nel 1994 come squadra di pallavolo femminile della università di Diyarbakır. Nella seconda metà degli anni duemila il club prende parte alla Voleybolun 1.Ligi, lottando sempre per la salvezza.

## Rosa 2010-2011
| N° | Nome            | Ruolo | Data di nascita | Nazionalità sportiva |
| -- | --------------- | ----- | --------------- | -------------------- |
| 1  | Silvana Olivera | S     | 5 agosto 1984   | Argentina            |
| 2  | Remziye Tuğluk  | L     | -               | Turchia              |
| 3  | Gizem Dönmez    | S     | -               | Turchia              |
| 4  | Katie Carter    | S     | 10 ottobre 1985 | Stati Uniti          |
| 5  | Şükran Akar     | L     | -               | Turchia              |
| 7  | Viktorija Brice | O     | 16 aprile 1981  | Lettonia             |
| 8  | Gamze Gülcan    | C     | -               | Turchia              |
| 12 | Sevinç Deniz    | C     | -               | Turchia              |
| 14 | Tuğçe Çelik     | P     | -               | Turchia              |
| 15 | Tuğba Toprak    | C     | -               | Turchia              |
| 18 | Ayşe Dil        | S     | -               | Turchia              |
| ?  | Nihal Çalışkan  | P     | -               | Turchia              |